# BMW F 900 GS
Die BMW F 900 GS ist eine Reiseenduro des bayerischen Fahrzeug- und Motorenherstellers BMW.

## Historie
Das Motorrad, das technisch große Ähnlichkeiten mit dem Naked Bike F 900 R hat, wurde im September 2023 auf der IAA Mobility vorgestellt und kam 2024 auf den Markt. Damit ist es zurzeit (Stand 2024) der jüngste Vertreter der F-GS-Reihe von BMW. Das Kürzel „GS“ steht bei BMW für „Gelände/Straße“. Größere Modelle wie die BMW R 1250 GS oder BMW R 1300 GS sind wegen ihres hohen Gewichts eher ungeeignet fürs Gelände. Daher übernahm die F 800 GS mit 63 kW (85 PS) und 214 kg die Rolle der geländetauglichsten Reise-BMW. Ihre Nachfolgerin, die F 850 GS, hatte 2018 mit mindestens 229 kg ebenso eine große Masse und die F 850 GS Adventure sogar mit 248 kg bei 70 kW (95 PS). Die neue F 900 GS wiegt fahrfertig und aufgetankt in der Basisausstattung 219 kg.

## Technik

### Antrieb
Die BMW F 900 GS hat einen flüssigkeitsgekühlten Zweizylinder-Reihenmotor. Die Zylinderbohrung beträgt 86 mm, der Kolbenhub 77 mm. Gegenüber dem Vorgängermodell überarbeitete Zylinderköpfe und geschmiedete Kolben tragen zu einem Verdichtungsverhältnis von 13,1 : 1 bei. Mit einem Hubraum von 895 cm³ leistet der Motor 77 kW (105 PS) bei 8500/min und erreicht ein maximales Drehmoment von 93 Nm bei 6750/min. Gegenläufige Ausgleichswellen minimieren Geräusche und Vibrationen. Hergestellt wird der Motor bei Loncin in China. Das Motorrad erreicht eine Höchstgeschwindigkeit von über 200 km/h und verbraucht im World Motorcycle Test Cycle (WMTC) 4,4 l/100 km.

### Rahmen und Fahrwerk
Das Fahrwerk baut auf einem Brückenrahmen aus Stahl auf. Das Vorderrad wird von einer Teleskopgabel mit 45 mm Standrohrdurchmesser und 230 mm Federweg geführt. Der Federweg der Hinterradschwinge beträgt 215 mm.
Das Motorrad verzögert vorn mit Doppelbremsscheiben mit einem Durchmesser von 305 mm und Zweikolbensattel und hinten mit einer einfachen Bremsscheibe mit 265 mm und einem Einkolbensattel. Die Bremsanlage wird serienmäßig von einem Antiblockiersystem unterstützt.
Das Leergewicht beträgt 219 kg (DIN-Leergewicht, fahrfertig 90 % betankt und in Serienausstattung) und die zulässige Gesamtmasse 445 kg.

### Kraftübertragung
Die Maschine hat ein klauengeschaltetes Sechsganggetriebe. Die Kraft wird mit einer Kette auf das Hinterrad übertragen.

### Elektrik
Die Starterbatterie ist über dem Motor montiert, hat eine Kapazität von 9 Ah und versorgt den elektrischen Anlasser. Die Lichtmaschine, ein Drehstromgenerator, erzeugt eine elektrische Leistung von 416 Watt. Die BMW F 900 GS ist mit einem 6,5-Zoll-TFT-Display ausgestattet. Dieses Display ermöglicht es, verschiedene Funktionen wie Navigation, Telefonie und Musik über das BMW Motorrad Connectivity System zu steuern. 2017 wurde das Display bei der R 1250 GS eingeführt. Es wird von Bosch geliefert.

## F 900 GS Adventure
Die F 900 GS Adventure gilt als weiteres Modell, baut aber größtenteils auf der F 900 GS auf. Die Reiseenduro ist speziell für Fahrten außerhalb von Straßen geeignet. Die Unterschiede zwischen ihr und der F 900 GS sind im Folgenden aufgelistet:

## Vergleich beider Modelle

### Tankvolumen
- F 900 GS: 14,5 Liter
- F 900 GS Adventure: 23 Liter

### Gewicht
- F 900 GS: 219 kg fahrfertig
- F 900 GS Adventure: 246 kg fahrfertig

### Sitzhöhe
- F 900 GS: 870 mm
- F 900 GS Adventure: 875 mm

### Ausstattung und Preis
- Die Adventure-Version bietet eine erweiterte Ausstattung wie einen größeren Tank, mehr Schutz und bessere Geländetauglichkeit.[11]

#### Preis
- F 900 GS: für die Standardvariante 13.750,00 € in Deutschland
- F 900 GS Adventure: für die Standardvariante 14.750,00 € in Deutschland[12]

## Wissenswertes
Mit 77 kW (105 PS) ist das Fahren sowohl bei der F 900 GS als auch bei der F 900 GS Adventure nur mit dem A-Klasse Führerschein erlaubt. Für die A2-Fahrerlaubnis wird die F 800 GS angeboten, sie hat ebenfalls 895 cm³ Hubraum und mit 64 kW (87 PS) bei 6750/min eine geringere Leistung mit 91 Nm ebenfalls bei 6750/min ein etwas kleineres Drehmoment als die 900er-Modelle und kann auf 35 kW (48 PS) gedrosselt werden. Sie ist unter anderem durch den 15 L-Tank schwerer als die 900 GS und am asymmetrischen Scheinwerfer zu erkennen.